# Jacilda Urquisa
Maria Jacilda Godói Urquisa (Bom Conselho, 19 de dezembro de 1946), mais conhecida como Jacilda Urquisa, é uma política brasileira.
Advogada, foi vereadora (1988) e prefeita de Olinda (1996—2000) pelo PMDB. Tentou reeleição, sem sucesso, em 2000 e 2004. Em 2002 foi eleita deputada estadual, mas não foi reeleita em 2006.
Foi candidata à prefeitura de Olinda em 2008 pelo PMDB da Coligação Olinda do Futuro (PMDB-PSDB-DEMOCRATAS-PPS-PSDC-PSDC-PV), mas não foi eleita, ficou em segundo lugar com pouco menos de 20% dos votos.
Desde janeiro de 2009, voltou à Assembléia Legislativa, após a morte do deputado João Negromonte (PMDB).

## Suspensão dos direitos políticos
O juiz da 21ª Vara Federal em Pernambuco, Francisco de Barros e Silva, condenou no dia 11/01/2010 a deputada estadual e ex-prefeita de Olinda Jacilda Urquisa (PMDB) à suspensão dos direitos políticos por 10 anos, a ressarcir a União em R$ 789 mil e a pagar uma multa de R$ 6 mil. A decisão, em uma ação de improbidade administrativa movida pelo Ministério Público Federal (MPF) contra ela e o ex-secretário municipal de Obras e Serviços Públicos Artur Barbosa Maciel, tem por base irregularidades na prestação de contas de um convênio de R$ 3 milhões entre o município de Olinda e o governo federal, assinado em 1998, quando Jacilda era prefeita.
O contrato tinha como objeto a construção de um quebra-mar semissubmerso e obras de pavimentação e drenagem. Mas, para o juiz, houve desvio de finalidade de recursos equivalentes a R$ 789 mil. A ação do MPF usou como prova o resultado de uma auditoria do Tribunal de Contas da União (TCU), atestando "despesas sem comprovação por notas fiscais" e execução parcial das obras previstas, apesar de o município ter recebido todo o dinheiro do convênio. Jacilda admitiu, em defesa, que a prefeitura usou recursos para pagamento de pessoal. Mas advertiu que o ato foi levado adiante pelo então secretário Artur Maciel. E frisou que não houve dolo nem apropriação de recursos.
Mesmo verificando a não apropriação de dinheiro pela ex-prefeita, o juiz, em sua sentença, afirmou que o uso dos recursos em finalidade diferente da prevista é suficiente para condená-la. Ele isentou o ex-secretário de responsabilidade, condenado só a prefeita por "negligência", por ter admitido a movimentação financeira "ilegal".
O advogado da deputada, Lêucio Lemos, informou que vai apelar ao Tribunal Regional Federal (TRF) da 5ª Região, no Recife. Com isso, a decisão ficará suspensa até o julgamento do recurso. Segundo Lemos, além da tese de que não houve apropriação de recursos, sua apelação terá como argumento o fato de Jacilda não ter tido tempo hábil para terminar a obra e de que o dinheiro foi revertido em favor do município.

## Absolvição pelo TRF 5ª Região
Foi julgada improcedente a acusação de Improbidade Administrativa, por unanimidade, no colegiado no TRF 5ª Região. O relator julgou do processo afirmou que não havia motivo para suspensão dos direitos políticos e outras sanções, visto que não houve apropriação da verba por parte da ex-prefeita. Todas as sanções foram suspensas e a ex-prefeita foi absolvida.

## Inelegível nas eleições de 2010
O Tribunal de Contas da União considerou Jacilda Urquisa inelegível juntamente com mais 233 nomes de políticos pernambucanos nas eleições de 2010 por terem suas contas dos últimos anos rejeitadas por mau uso de recursos públicos.